# شهرستان استرلیتاماکسکی
شهرستان استرلیتاماکسکی (به لاتین: Sterlitamaksky District) یک شهرستان در روسیه است که در باشقیرستان واقع شده‌است.